# Ma Yansong
Ma Yansong (nació en 1975 en Pekín) es un arquitecto chino y fundador de MAD architects. Trabaja también como profesor adjunto en la Escuela de Arquitectura de la Universidad de Tsinghua, y profesor visitante en la Universidad de Ingeniería Civil y Arquitectura de Pekín.

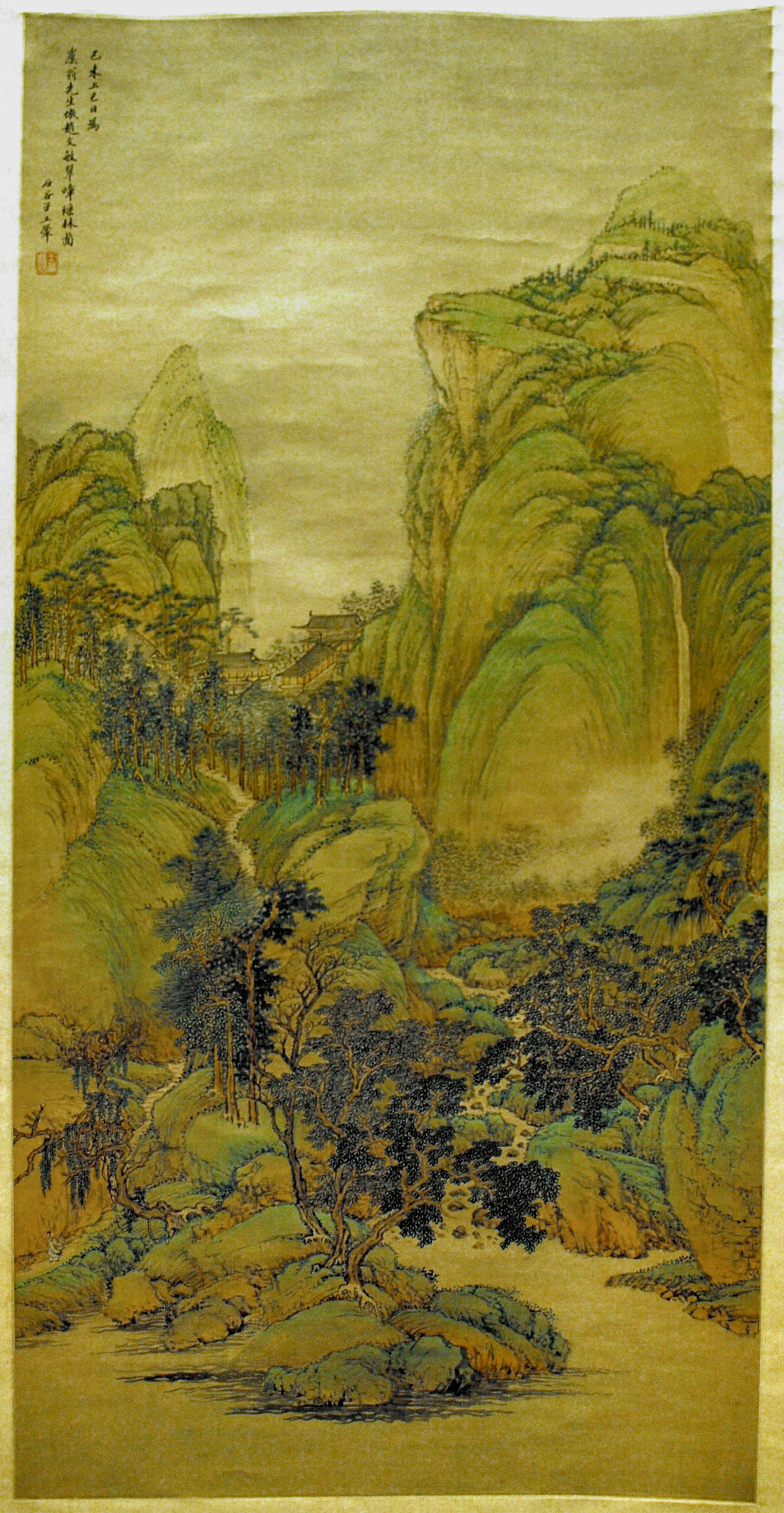
WangHui-TheBeautyOfGreenMountainsAndRivers-ShanghaiMuseum-May27-08

## Primeros años y antecedentes
Ma Yansong nació en Pekín en 1975. Se graduó de la Universidad de Ingeniería Civil y Arquitectura de Pekín y posee una Maestría en Arquitectura de la Universidad de Yale. Actualmente es profesor en la Universidad de Ingeniería Civil y Arquitectura de Pekín. Durante su Maestría en Yale, recibió por primera vez atención para su proyecto "Islas Flotantes". Fundó MAD architects en 2004.

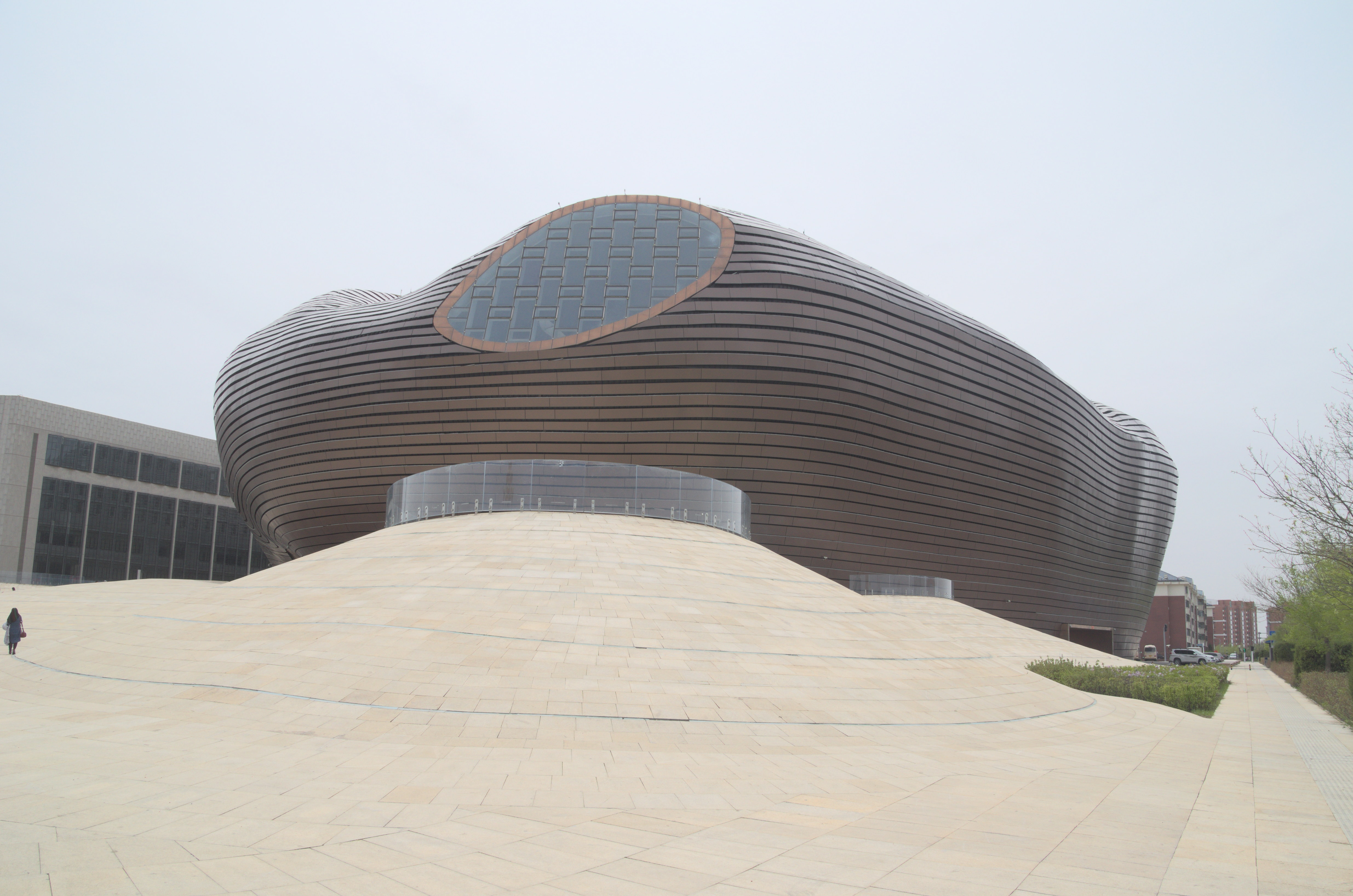
Ordos Museum

## Filosofía del diseño: Ciudad Shanshui
El famoso científico chino Qian Xuesen propuso el concepto de "Ciudad Shanshui" en los años ochenta. En vista de la construcción emergente de cemento a gran escala, presentó un nuevo modelo de desarrollo urbano basado en el espíritu Shanshui chino, que estaba destinado a permitir a la gente "mantenerse fuera de la naturaleza y volver a la naturaleza". Sin embargo, este idealista concepto urbano no se puso en práctica. Como la mayor sociedad de producción de manufacturas del mundo, un gran número de edificios colmena sin alma aparecieron en la China contemporánea debido a la falta de espíritu cultural. Qian Xuesen señaló que la adoración de las ciudades modernas hacia el poder y el capital lleva a la maximización y al utilitarismo. "Los edificios en las ciudades no deben convertirse en máquinas vivas, ni siquiera la tecnología y las herramientas más poderosas pueden dotar a la ciudad de un alma". 

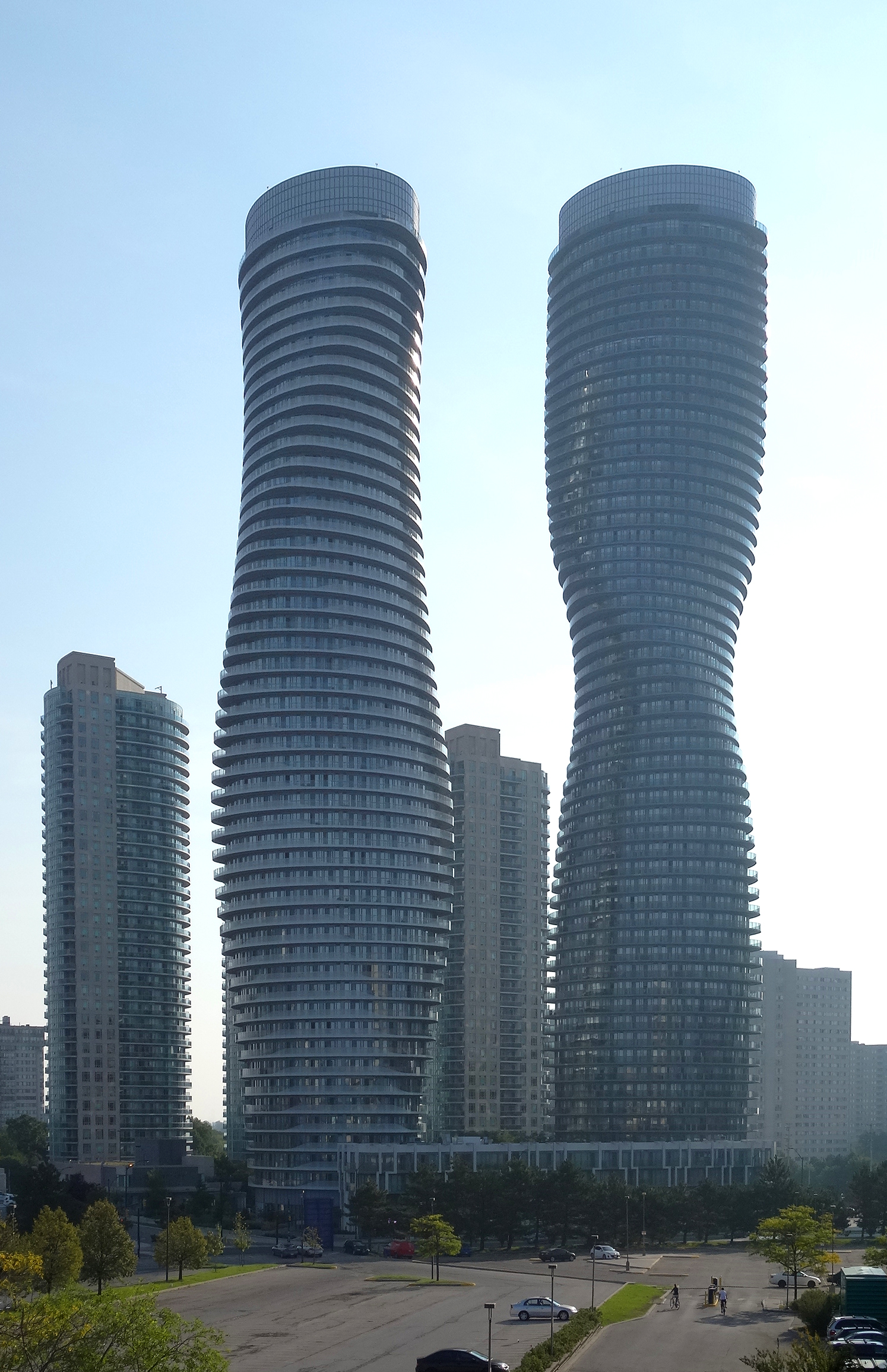
Absolute Towers

Para Ma Yansong, Shanshui no sólo se refiere a la naturaleza; es también la respuesta emocional del individuo al mundo circundante. "Ciudad Shanshui" es una combinación de la densidad de la ciudad, la funcionalidad y la concepción artística del paisaje natural. Su objetivo es componer una futura ciudad que consiga mantener el espíritu humano y la emoción en sus núcleos. Dice al respecto:
"La ciudad del desarrollo futuro se desplazará de la búsqueda de la civilización material a la búsqueda de la naturaleza. Esto es lo que sucede después de que los seres humanos experimenten la civilización industrial a expensas del medio ambiente natural. La relación emocional y armoniosa entre la naturaleza y el hombre será reconstruida sobre la "Ciudad Shanshui"."
"La libertad y la independencia (en la estructura siheyuan) han tenido una influencia significativa en mi trabajo. Me fascina la idea de arquitectura coexistente con la naturaleza. La mayor parte de la arquitectura de hoy es como un producto de consumo - producido en masa. Un artículo producido en serie no tiene espíritu. Es desechable - algo para ser utilizado una vez y luego simplemente tirado. [...] Quiero crear diseños atemporales que se muevan con la gente e inspiren a la gente - para que se sientan y piensen."
Bajo la dirección de Ma Yansong, MAD ha finalizado en 2017 la construcción de diez edificios de viviendas bastante integrados con el paisaje de los montes de Huangshan (montañas amarillas), en la provincia china de Anhui. Declarada Patrimonio de la Humanidad por la Unesco en 1990, por la belleza de sus picos de granito y sus bosques de coníferas. Allí se insertan las torres residenciales desiguales en niveles escalonados. El conjunto está conectado por caminos a través de las zonas verdes, que disponen de amplios balcones para disfrutar de las vistas.
En 2017 ha terminado el complejo Chaoyang Park Plaza. El conjunto, que está compuesto por diez edificios y ocupa una superficie de 220.000 metros cuadrados en la esquina meridional del mayor parque del distrito central de negocios de Pekín, también está inspirado en las tradicionales pinturas Shanshui. El proyecto pretende ser una extensión del parque en la ciudad que «difumina los bordes entre lo natural y lo artificial». Las dos torres de oficinas de gran altura se alzan sobre la base del lago como dos montañas surgiendo del agua, gemelas y unidas por un atrio transparente que las conecta con una cubierta de vidrio. Los edificios comerciales, con una escala mucho más pequeña recuerdan a rocas erosionadas. El conjunto se caracteriza por las sinuosas y suaves curvaturas de las superficies con un paisaje interno formado por pinos, bambús, rocas y pequeños estanques.

## Proyectos

### Arquitectura
- Absolute Towers, Mississauga, Ontario, Canadá, 2006–2012, acabado 
  - Best Tall Buildings Americas, CTBUH "Council on Tall Buildings and Urban Habitat" 
 
  - No.1, Skyscraper Awards 2012, EMPORIS. 
 
  - Building of the Year 2012, ArchDaily.
- Ordos Museum, Ordos, China, 2005–2011, acabado 
  - Best Museum, UED
  - Winner of "Metal in Architecture", WAN Awards, 2014
- Hongluo Clubhouse, Beijing, China, 2005–2006, acabado
- Sino-steel International Plaza, Tianjin, China, 2006
- Huangdu Art Center, Beijing, China, 2008
- Hutong Bubble 32, Beijing, China, 2008–2009, acabado
- Fake Hills, Beihai, China 2008–2015, en construcción
  - Best Architecture Multiple Residence, International Property Awards
- Harbin Opera House, Harbin, China, 2008–2015, en construcción
- Taichung Convention Center, Taiwán, China, 2009
- Harbin China Wood Sculpture Museum, Harbin, China, 2009–2012, acabado
- Huangshan Mountain Village, Huangshan, China, 2009–2017
  - 2012 Top 10 Conceptual Architecture, Designboom
- Urban Forest, Chongqing, China, 2009
- National Art Museum of China, Beijing, China, 2011
- Pingtan Art Museum, Pingtan, China, 2011–2016
- Chaoyang Park Mixed-use, Beijing, China, 2013–2016
  - D21 Chinese Architecture Design in 21st Century, Beijing Design Week
  - Chinese Top 10 Buildings
- Nanjing Zendai Himalayas Center, Nanjing, China, 2013–2017
- Vertu, travelling Pavilion, Milan, Shanghai, Dubai, Beijing, London
- Beijing 2050, Beijing, China
- Rebuilt WTC, New York, USA
- 800m Tower, China
- Changsha Culture Park, Changsha, China
- KBH Kunsthal, Urban intervention, Copenhague, Dinamarca
- Lucas Museum of Narrative Art, Chicago, USA, 2014–2018

### Arte
- Shanshui - Experimento - Complejo, Shenzhen, China, 2013
- Paisaje Lunar, Pekín, China, 2013
- "Ciudad Shanshui" Exposición, Pekín, China, 2013
- "Ciudad Shansui" para Ciudad Audi, Pekín, China
- El Little Rock Fountain Journal
- "The Floating Earth" para Alessi
- Contemplando el Vacío en el Guggenheim, Nueva York, 2009
- Los sentimientos son hechos, Pekín, China, 2010
- La Huella del Monstruo, Shenzhen, China, 2009
- Superstar: Un Móvil Chinatown (Uneternal City), Venecia, Italia, 2008
- Tinta de Hielo, Pekín, China
- Tanque De Peces

## Premios
- 2014    100 Most Creative People in Business, Fast Company
- 2014    Chaoyang Park Plaza: Chinese Top 10 Buildings
- 2014    Sheraton Huzhou Hot Spring Resort: No.3, Skyscraper Awards 2013, EMPORIS
- 2013    Designer of the Year, Good Design
- 2013    D21 Young Chinese Architect Award
- 2013    Emporis for the world's best new skyscraper (Absolute Towers)
- 2013    2nd Audi Arts and Design Award in the category Designer of the Year
- 2012    The Best New High-rise building in the America's by the CTBUH "Council on Tall Buildings and Urban Habitat", (Absolute Towers)
- 2012    International Property Awards (Fake Hills)
- 2011    UED museum award (Ordos Museum)
- 2011    RIBA International Fellowship
- 2011    Fast Company – one of 10 most innovative companies in China
- 2009    Fast Company – one of 10 creative people in architecture
- 2008    ICON magazine – one of 20 most influential young architects
- 2006    Architecture League Young Architects Award
- 2001    American Institute of Architects Scholarship for Advanced Architecture Research

## Exposiciones
- 2014	Shanshui City Exhibition, Solo Exhibition, Ullens Center for Contemporary Art (UCCA), Beijing, China
- 2014	“The Changing Skyline”, Beijing Design Week, Beijing, China
- 2014	“Future Cities — High Mountain, Flowing Water” China Shan-Shui City Design Exhibition, Berlín, Germany
- 2014	Building M+: The Museum and Architecture Collection, Hong Kong, China
- 2013 	Shenzhen & Hong Kong Bi-City Biennale of Urbanism\Architecture, Shenzhen, China
- 2013         West Bund 2013: A Biennial of Architecture and Contemporary Art, Shanghái, China
- 2013      Palace of China – Architecture China 2013 exhibition, Segovia, Spain
- 2013    Shanshui City Exhibition, Solo Exhibition, Beijing, China
- 2012       Between the Modernity and Tradition, Solo Exhibition, ICO Museum, Madrid, Spain
- 2011      Shenzhen & Hong Kong Bi-City Biennale of Urbanism\Architecture, Shenzhen, China
- 2011       Beijing Design week, Beijing, China
- 2011       Chengdu Biennale: Changing Vistas: Creative Duration, Chengdu, China
- 2011       Living, The Louisiana Museum of Modern Art, Copenhagen Denmark
- 2011       Verso Est: Chinese Architectural Landscape, MAXXI, Rome, Italy
- 2010       Rising East: New Chinese Architecture, Vitra Design Museum, Weil am Rhein, Germany
- 2010       Feelings Are Facts, Olafur Eliasson+Ma Yansong, UCCA, Beijing, China
- 2009       Contemplating the Void: Interventions in the Guggenheim Museum, New York, USA
- 2008       Super Star, A Mobile China Town, Uneternal City, 11th Venice Architecture Exhibition, Italy
- 2008       China Design Now, Victoria and Albert Museum, London, UK
- 2007       MAD IN CHINA, solo exhibition, Danish Architecture Centre (DAC), Copenhague, Denmark
- 2006       Shanghai Art Biennale, Shanghái, China
- 2006      MAD IN CHINA, Solo exhibition, Diocesi Museum, Venice, Italy
- 2006  MAD Under Construction, Solo Exhibition, Tokyo Gallery, Beijing, China
- 2004 1st Architecture Biennial Beijing, National Art Museum of China, Beijing, China